# 菊花石
菊花石是指因里面含有矿物质而呈现菊花形态的石头，尤其是特指出产于湖南省浏阳市永和镇的菊花石。

## 特性
菊花石分布在中国南方湖南省、广西壮族自治区、江苏省、贵州省等地的二叠系栖霞期地层。最有名的是湖南省浏阳市当地出产的菊花石。菊花石的成因目前仍有争议，目前有接触交代说和古生物化石说。
菊花石质地坚硬，外表呈青灰色，里面有天然形成的白色菊花形结晶体，看上去很像自然界的菊花。其中的“菊花”部分，“花蕊”是晶粒状矿物的集合体。“花瓣”是一个个菱面体晶体形态紧挨或断续连接所产生，矿物成分主要是方解石和玉髓(石英)，有的含菱锶矿及天青石。 
经化验菊花石中没有放射性元素，硒、锶、铁、钙含量较高。

## 观赏价值
浏阳地区的菊花石采集开始于清代乾隆年间。菊花石原石及经过雕刻加工的工艺品，受到广大收藏家的喜爱。
在1915年的巴拿马万国博览会上，戴清升作品"映雪"花瓶、"梅、兰、竹、菊"屏风参展，获得“稀世珍品金奖”，目前保存在联合国博物馆。但由于战乱等原因，直到中华人民共和国成立时菊花石的加工技术已将近失传。1959年浏阳将一尊题名“菊魁”的巨型立体雕件石菊假山送给北京人民大会堂。 1961年湖南省工艺美术研究所成立，戴清升调动到那里传授菊花石雕技艺，他培养了6位徒弟，其中包括他的外孙于智勇。
1997年及1999年香港、澳门回归时，浏阳将两件菊花石雕分别送给香港、澳门特区政府。
2005年宋楚瑜到湖南省访问时，湖南省委书记杨正午将菊花石工艺品“岁岁平安”送给他。
2008年，菊花石雕列入第二批国家级非物质文化遗产。
2010年上海世博会上，一块来自湘西的名为“桃花源里”的巨型菊花石工艺品在湖南馆展出。该石近4吨重，宽280厘米，高120厘米。其中的白色菊花造型估计经过2.7亿年形成。该石是湖南的技师在湘西访寻多年找到的。

## 现状
至2005年，浏阳有注册登记的菊花石加工和销售企业26家，从业人员500多人。
经过上百年的开采浏阳菊花石原石资源日益枯竭，品质下降，花的密度、硬度、质感和纯净度比以前差很多。浏阳的技师很多都前往湘西或全国各地寻找原石。